# Hamar
Hamar es una ciudad y municipio de la provincia de Innlandet, Noruega. Es la capital y mayor localidad de la provincia, con una población de 31 999 habitantes según el censo de 2022, así como el mayor centro urbano del interior de Noruega.[cita requerida] Se localiza en la orilla oriental del lago Mjøsa, el mayor del país.

## Historia
Hamar se fundó en 1152 en Mjøsa como ciudad residencial de obispos. Se trataba de la única ciudad medieval en Noruega fuera de las regiones de la costa.
Pronto se construyeron la catedral, el monasterio y escuelas. En 400 años esta localidad se convirtió en una de las cuatro o cinco ciudades más importantes del país. El último obispo católico, anterior a la conquista de 1537 de Hamar por el danés Truid Ulfstand, fue Morgens Lauritsson.
En 1567 la catedral fue destruida por el general sueco Johan Siggeson, que luchaba por el rey Erik XIV. En esta época la mayoría de los habitantes abandonó la localidad, y en 1587, por orden real, el mercado fue cerrado. Aunque la catedral fue reconstruida el año 1596, Hamar perdió su estatus de ciudad.
Sin embargo, en 1849 la ciudad disfrutó de una revitalización y se convirtió en un centro administrativo y económico. A finales del siglo XIX experimentó un crecimiento demográfico notable debido a la prosperidad de su industria alimentaria y de su agricultura y ganadería.
Desde que en 1994 se abrió la Escuela Superior de Hedmark (Høgskolen i Hedmark), Hamar se ha convertido en una ciudad de estudiantes, llena de vida y gente joven. Entre sus dotaciones actuales cabe destacar también la pista de hielo de mayor tamaño de Hedmark y la casa-museo de la escritora local Rut Brandt.

## Puntos de interés

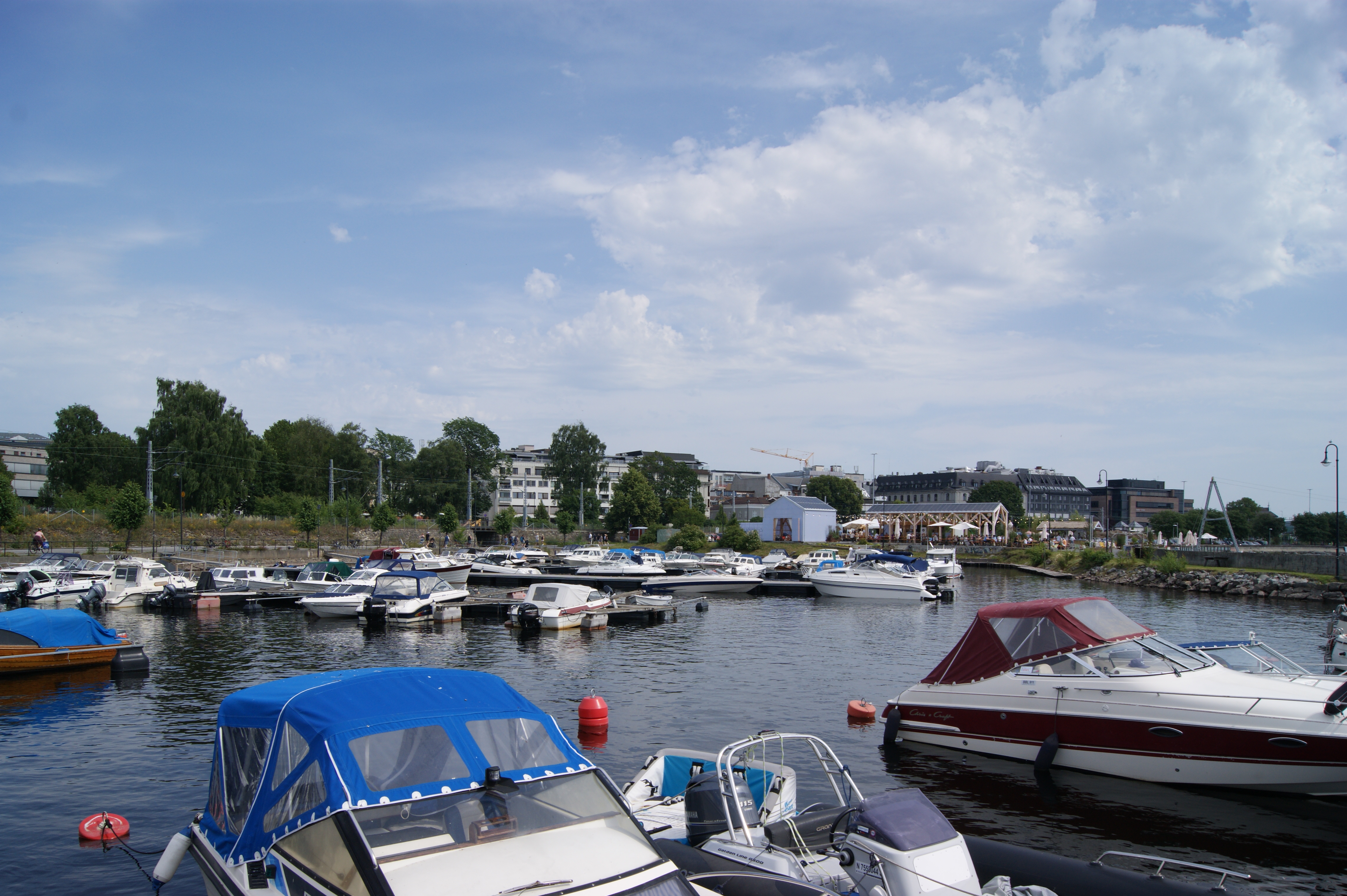
Hamar se encuentra junto al lago Mjøsa, el más grande de Noruega.

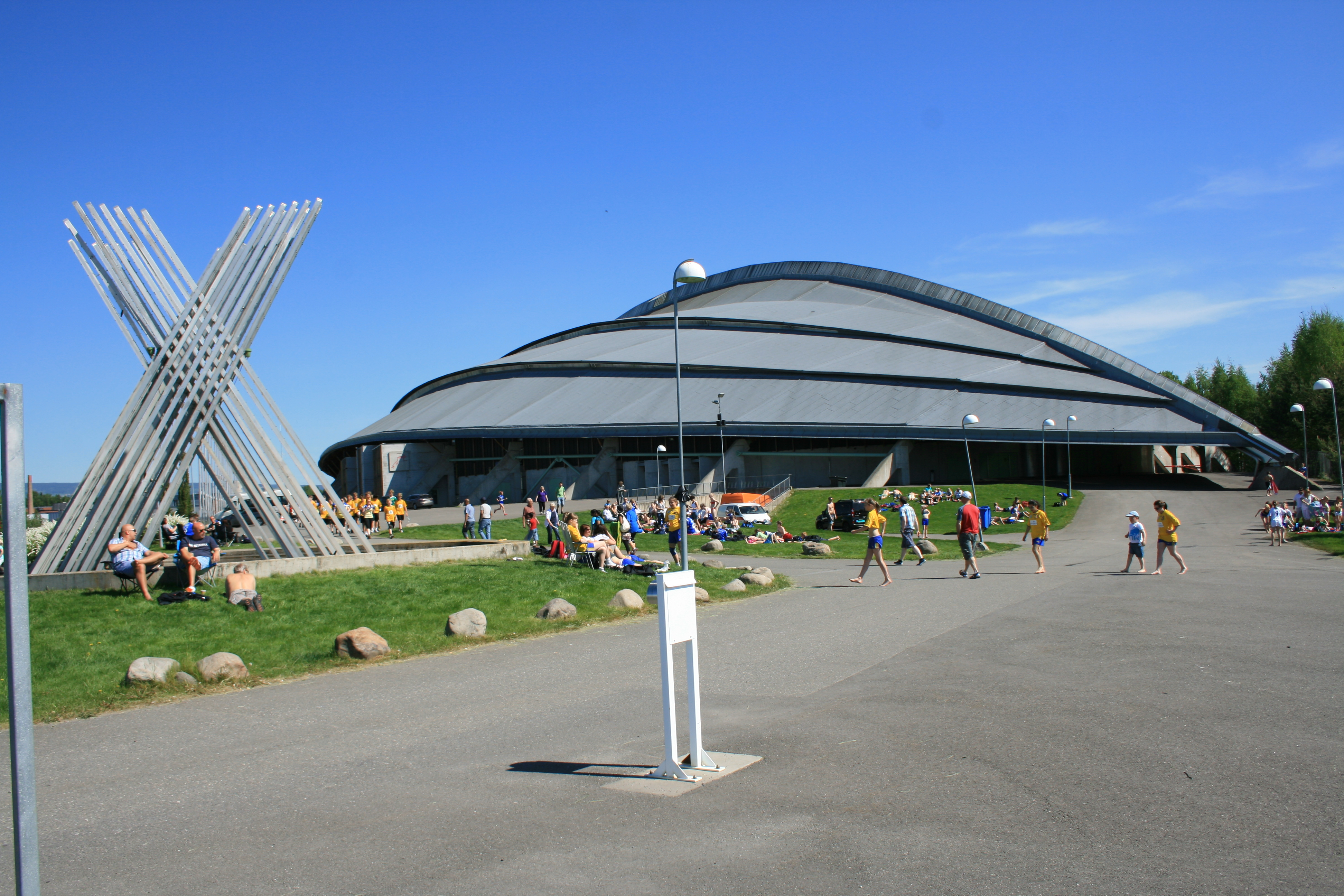
Estadio olímpico.

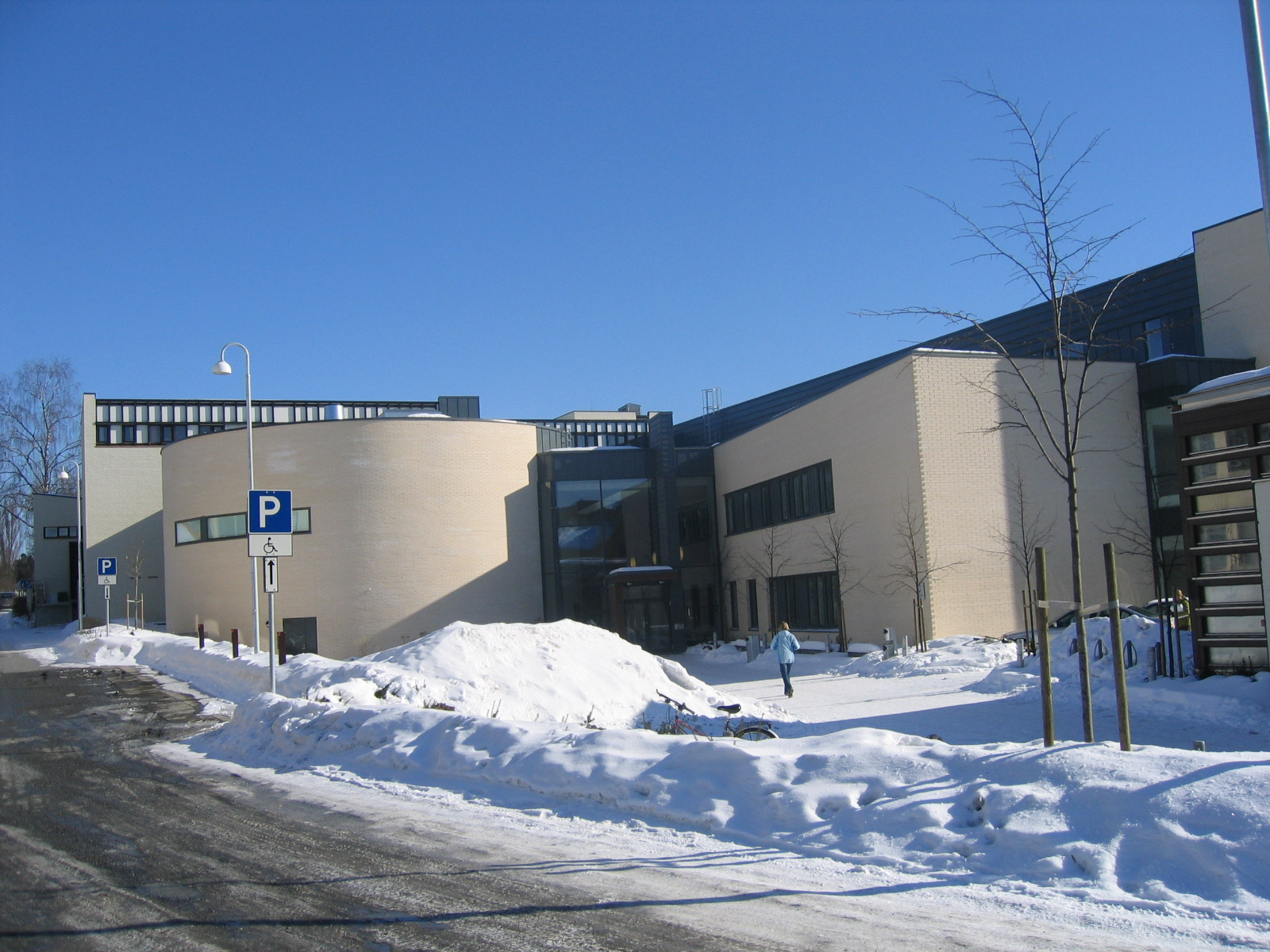
Universidad de Hedmark.

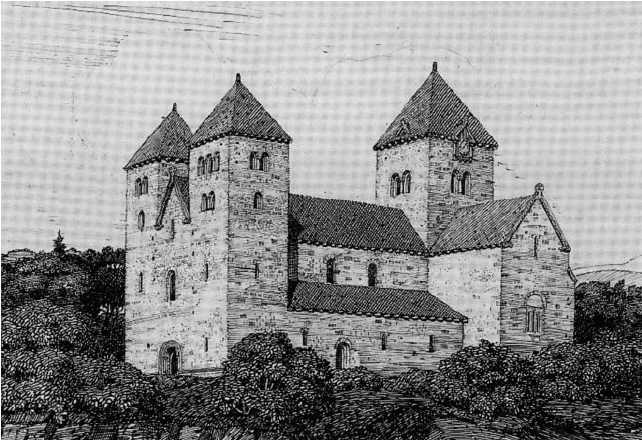
Aspecto que se cree que tuvo una vez la catedral.

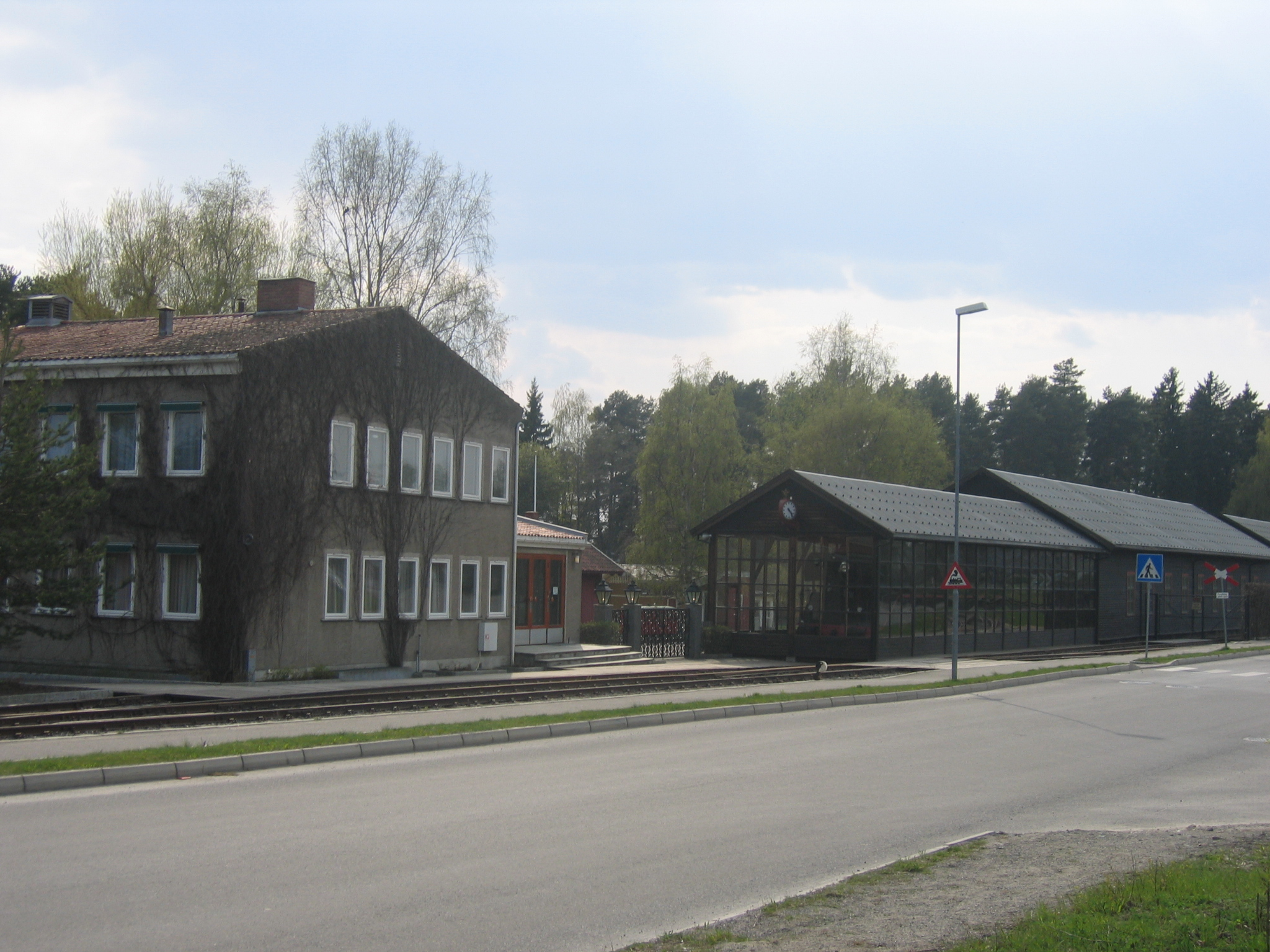
El museo de trenes y locomotoras.

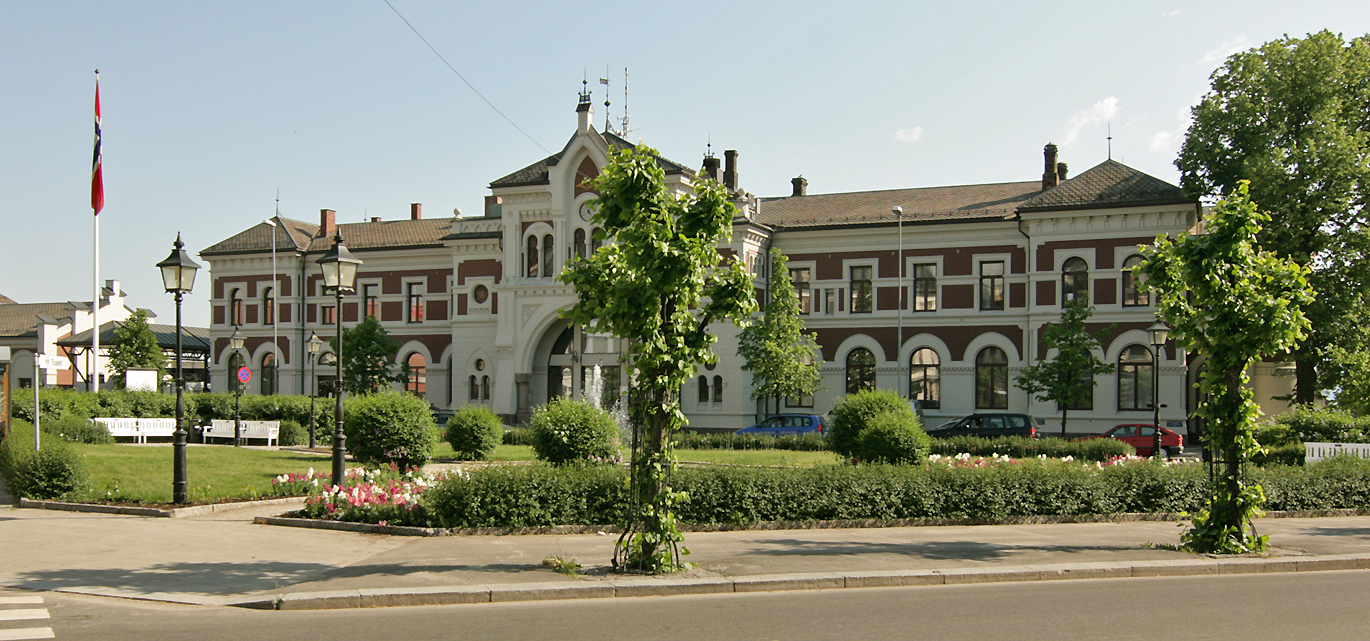
La estación de trenes de Hamar.

El más popular es sin duda el estadio olímpico que se levantó para los Juegos Olímpicos de Invierno de 1994 y que es más conocido como barco de vikingo por su extravagante forma. Pero también hay más lugares de interés:
- Domkirkeodden con las ruinas de la catedral.
- Jernbanemuseet: el museo de trenes y locomotoras.
- Anno museum, previamente Hedmark fylkesmuseum.
- Norsk Utvandringsmuseum: el museo de historia de la emigración a Norteamérica.
- Skibladner: el vapor de ruedas más antiguo del mundo, también conocido como el cisne blanco.
- Kirsten-Flagstad-Museum.[2]
- Escuela superior de Hamar: La escuela superior de Hedmark es una escuela superior de unos 3.700 estudiantes y 400 empleados (datos de 2006). Se distribuye por Hamar y Elverum, que también pertenece a la provincia de Hedmark. Se fundó el primero de agosto de 1994 y quedó dividida en seis facultades.[3]

## Deporte
Durante los juegos olímpicos de 1994 en el cercano Lillehammer, Hammer fue elegido para llevar a cabo algunos torneos de patinaje artístico sobre hielo y patinaje de velocidad sobre hielo.
Fútbol: el equipo de fútbol Ham-Kam jugó en la temporada de 2006 en la primera liga de Noruega (Tippeliga). Como los Hamar Kameratene terminaron en el penúltimo puesto, bajaron a segunda división (Adeccoliga).
Barco vikingo: en el barco se realizan de manera regular actividades deportivas y culturales. El ejemplo tal vez más conocido sería la fiesta-demo The Gathering, una de las más grandes de la demoscene con más de 5.000 visitantes que se realiza cada año en primavera.

## Ciudades hermanas
| - Greifswald, Alemania - Lund, Suecia - Fargo, EE. UU. - Porvoo, Finlandia | - Viborg, Dinamarca - Karmiel, Israel - Dalvík, Islandia - Chan Yunis, Autoridad Nacional Palestina |

## Hijos e hijas de la ciudad
- Jon Balke, pianista y músico de jazz.
- Rut Brandt.
- Henrik Adam Brockenhuus, un noble danés.
- Kirsten Flagstad, cantante noruega (Sopran), conocida especialmente por sus interpretaciones de Wagner.
- Mari Silje Samuelsen, violinista clásica Noruega.[4]